# Чандар Кришан
Чандар Кришан  (1913-1977) е виден индийски писател.

## Биография
Кришан Чандар е роден на 21 ноември 1914 г. в Лахор, Британска Индия. Баща му е лекар от Уазирабад. Завършва през 1934 г. Християнския колеж в Лахор.
Пише главно на езика урду, и допълнително на английски и хинди. Първите му произведения са публикувани към средата на тридесетте години.
Кришан Чандар описва живота на обикновените хора в Индия. Призовава към честност и справедливост, към мирен и радостен живот.
Освен разкази е писал повести, романи и драми. „Обърнатото дърво“ е първото негово произведение, което излиза на български език.
От 1953 г. е генерален секретар на Асоциацията на прогресивните писатели от Индия.
Умира на 8 март 1977 г. в Бомбай, Индия.

## Произведения
- Jamun ka ped (1939)
Обърнатото дърво, изд.: „Народна младеж“, София (1959), изд. „Атания“ (1992), прев. Мария Грубешлиева
- Shikast
- Jab Khet Jagay
- Toofaan Ki KaliyaaN
- Dil Ki WaadiyaaN So GayiN
- Aasmaan Roushan Hai
- Bavan Patte
- Ek Gadhe Ki Sarguzasht
- Ek Aurat Hazaar Deewanay
- Ghaddar
- Jab Khet Jage
- Sarak Wapas Jaati Hai
- Dadar Pul Ke Neechay (1958)
Децата от Дадар Пул, изд.: „Народна култура“, София (1982), прев. Колчо Ковачев
- Barf Ke Phool
- Borban Club
- Meri YaadoN Ke Chinaar
- Gadhay Ki Wapasi
- Chandi Ka Ghaao
- Ek Gadha Nefa Mein
- Hong Kong Ki Haseena
- Mitti Ke Sanam
- Zar GaoN Ki Raani
- Ek Voilon Samundar Ke Kinare
- Dard Ki Nahar
- London Ke Saat Rang
- Kaghaz Ki Naao
- Filmi Qaaida
- Panch Loafer
- Panch Loafer Ek Heroine
- Ganga Bahe Na Raat
- Dusri Barfbari Se Pahlay
- Gwalior Ka Hajjam
- Bambai Ki Sham
- Chanda Ki Chandni
- Ek Karor Ki Botal
- Maharani
- Pyar Ek Khushbu
- MasheenoN Ka Shahr
- Carnival
- Aayine Akelay Hain
- Chanbal Ki Chanbeli
- Uska Badan Mera Chaman
- Muhabbat Bhi Qayamat Bhi
- Sone Ka Sansaar
- SapnoN Ki Waadi
- Aadha Raasta
- Honolulu Ka Rajkumar
- SapnoN Ki Rahguzarein
- Footpath Ke Farishtay
- Aadhe Safar Ki Poori Kahani